# Jack Du Brul
Jack Du Brul (ur. 15 października 1968 w Burlington) – amerykański pisarz, autor powieści sensacyjno-przygodowych.

## Życiorys
Wychował się w stanie Vermont. Ukończył prywatną Westminster School, a następnie waszyngtoński The George Washington University. Po studiach wyjechał na Florydę, gdzie pracował jako kelner. Tam napisał swoją drugą książkę, Vulcan's Forge.

Pierwszą powieść zacząłem pisać jeszcze w szkole podstawowej, ale po napisaniu sześciuset stron przestałem. Parę osób uznało, że mam talent, ale wybrałem nieodpowiedni temat.

Po wydaniu w 1998 Vulcan's Forge, wrócił do Burlington, żeby pomóc ojcu w prowadzeniu firmy budowlanej. Dużo podróżował po całym świecie, m.in. wspinał się nocą do twierdzy Masada, pływał w Oceanie Arktycznym w rejonie Point Barrow oraz Amazonce, zapoznając się na własnej skórze z zębami piranii.

Odwiedziłem ok. 30 krajów, do wielu z nich podróże były odradzane. Kiedy byłem w Peru, tamtejszy rząd wydał zalecenie, aby unikać wyjazdów do miasta, w którym akurat przebywałem. Dwa dni po moim wyjeździe Świetlisty Szlak dokonał tam zamachów bombowych. Odleciałem z wschodniej Grenlandii jednym z ostatnich rejsów przed zamknięciem lotnisk z powodu nadejścia zimy. A był dopiero wrzesień. Do Erytrei przyjechałem tydzień po zastrzeleniu sześciu wolontariuszy belgijskich w rejonie, który zamierzałem zwiedzić. Przeszedłem przez Checkpoint Charlie na kilka miesięcy przed jego zamknięciem. I byłem w Izraelu, kiedy  radykalni Palestyńczycy porwali samolot i zamknięto izraelskie granice.

15 marca 2001 ożenił się z poznaną „w miejscu najbardziej romantycznym z możliwych czyli barze” – Debbie Saunders. Rok później, po nagłej śmierci ojca, musiał przejąć zarządzanie przedsiębiorstwem budowlanym oraz wynajmem nieruchomości z lokalami lokatorskimi.
Mimo licznych zajęć biznesowych, nie przestał pisać, publikując kolejne tomy o przygodach, stworzonego przez siebie bohatera, geologa, Phillipa Mercera. Ponadto w 2004 podjął autorską współpracę z Clive’em Cusslerem, z którym napisał większość książek z serii: „Z archiwów Oregona”. Nadal mieszka w Burlington. Kolekcjonuje pamiątki związane ze sterowcami Zeppelina.

## Twórczość
| - Vulcan's Forge (1998) – wyd. pol. Projekt „Kuźnia Wulkana”, Amber 2008, tłum. Krzysztof Uliszewski - Charon's Landing (1999) – wyd. pol. Operacja „Przystań Charona”, Amber 2011, tłum. Dariusz Ćwiklak - The Medusa Stone (2000) – wyd. pol. Kamień Meduzy, Amber 2008, tłum. Przemysław Bieliński - Pandora’s Curse (2001) – wyd. pol. Klątwa Pandory, Amber 2009, tłum. Kamil Gryko - River of Ruin (2002) – wyd. pol. Rzeka zniszczenia, Amber 2010, tłum. Przemysław Bieliński - Deep Fire Rising (2003) – wyd. pol. Przepowiednia ognia, Amber 2011, tłum. Miłosz Urban - Havoc (2006) – wyd. pol. Zagłada, Amber 2010, tłum. Miłosz Urban - Sample 681 (2011) - The Lightning Stones (2015) | - Dark Watch (2005) – wyd. pol. Tajna straż, Amber 2007 - Skeleton Coast (2006) – wyd. pol. Wybrzeże szkieletów, Amber 2008, tłum. Maciej Pintara, Krzysztof Uliszewski - Plague Ship (2008) – wyd. pol. Statek śmierci, wyd. pol. Amber 2009, tłum. Maciej Pintara - Corsair (2009) – wyd. pol. Korsarz, Amber 2009, tłum. Maciej Pintara, Przemysław Bieliński - The Silent Sea (2010) – wyd. pol. Milczące morze, Amber 2010, tłum. Maciej Pintara - The Jungle (2011) – wyd. pol. Dżungla, Amber 2013, tłum. Maciej Pintara, Mariusz Ćwiklak - Mirage (2013) – wyd. pol. Miraż, Amber 2014 - The Titanic Secret (2019) – wyd. pol. Tajemnica „Titanica”, Amber 2022 - The Saboteurs (2021) - The Sea Wolves (2022) |